# Babak Movassaghi
Babak Movassaghi (* 6. September 1971) ist ein ehemaliger deutscher American-Football-Spieler iranischer Abstammung.

## Laufbahn
Movassaghi ging 1986 in die Vereinigten Staaten, um eine Schule in Knoxville (Bundesstaat Tennessee) zu besuchen, wo er dem Willen seines Vaters gemäß als Tennisspieler gefördert werden sollte. Dort kam er mit der Sportart American Football in Kontakt.
Er spielte für die Ratingen Raiders, dann bis 1999 für die Düsseldorf Panther. Mit letzterer Mannschaft siegte er 1995 im Eurobowl. Der deutsche Footballnationalspieler und Europameister von 2001 gehörte in den Spieljahren 1997, 1998 und 1999 zusätzlich zum Aufgebot der Mannschaft Rhein Fire in der World League of American Football beziehungsweise der NFL Europe. 1998 holte er sich mit den Rhein Fire den Sieg im World Bowl.
Von 1999 bis 2002 spielte der 1,79 Meter große Wide Receiver für die Hamburg Blue Devils in der Football-Bundesliga und wurde mit den Hanseaten 2001 und 2002 deutscher Meister. Im Anschluss an die 2002er Saison beendete der laut Hamburger Abendblatt „Gentleman unter den deutschen Footballspielern“ seine Leistungssportkarriere.
Movassaghi, der an der Heinrich-Heine-Universität Düsseldorf Physik studiert hatte, schloss nach seiner Footballlaufbahn an der Universität Utrecht in den Niederlanden eine Doktorarbeit im Fach Medizinische Physik ab und zog in die Vereinigten Staaten, wo er in der Gesundheitsbranche beruflich tätig wurde.